# アポミクシス

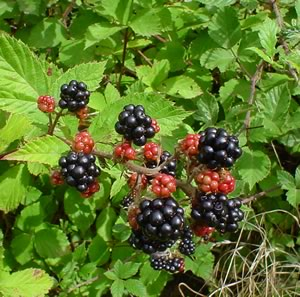
アポミクシスによって種子生産をするブラックベリー

アポミクシス（無融合生殖（むゆうごうせいしょく）、Apomixis）とは、主に植物において通常有性生殖によって生じる繁殖体が、受精を伴わない無性生殖によって生じる繁殖体に置き換わることである。本来花がつくところに球根やむかご、あるいは芽が形成されることは、典型的なアポミクシスの例である。しかし、挿し木や切れ藻からの無性的な生長はアポミクシスとは言わない。受精を伴わないため、アポミクシスによって生じた繁殖体は親植物と遺伝的に同じクローンとなる。 
被子植物においては、アポミクシスは受精を伴わない種子生産（無融合種子形成、Agamospermy）のことを指し、より限定的な意味で用いられる。また、アポミクシスによって繁殖する植物のことは、アポミクトという。

## 概要

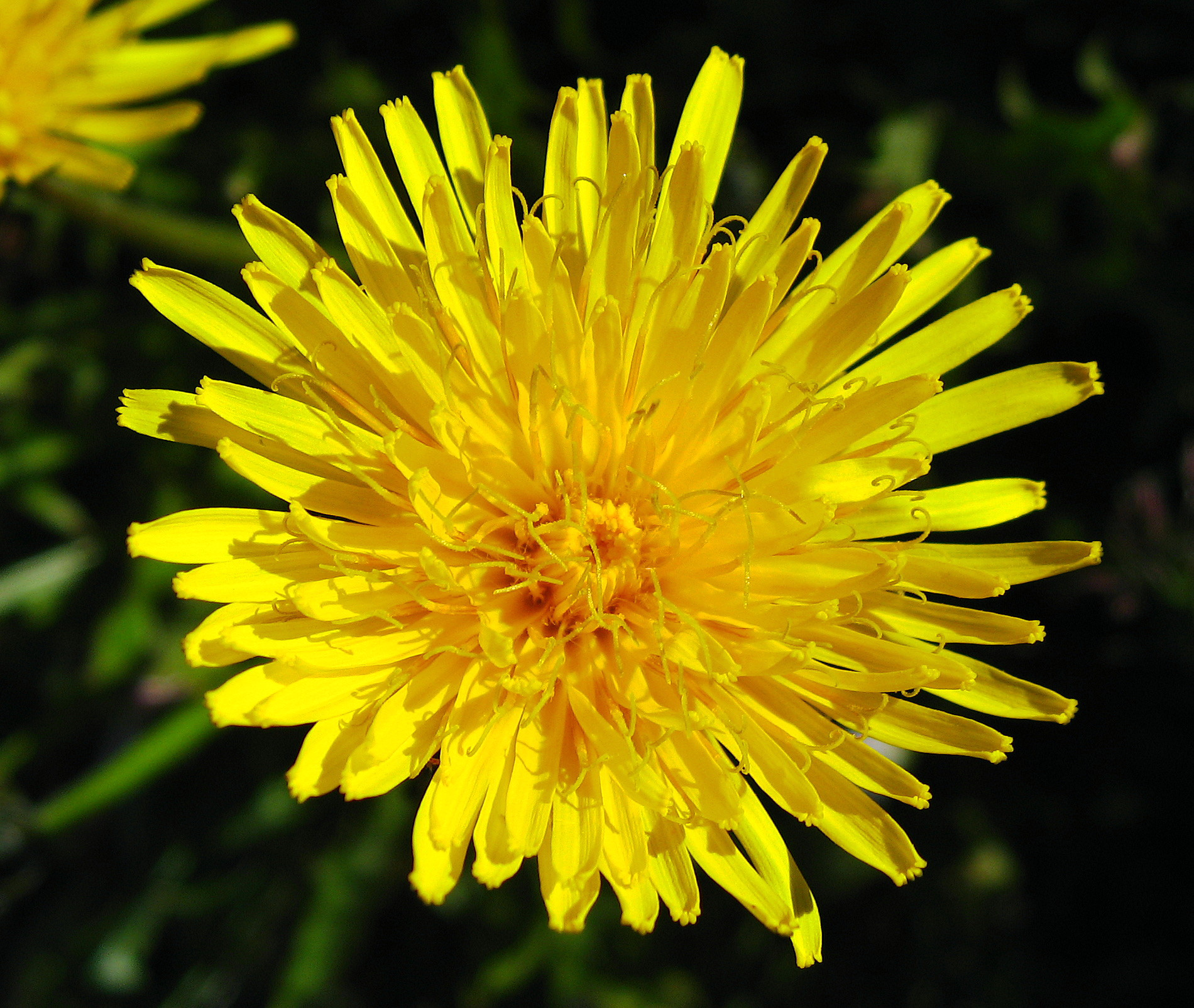
タンポポ（無融合種子形成を行う）

アポミクシスは、受精を伴わずに種子などの繁殖体を生産する生殖過程の総称として用いられる用語である。具体的には、卵細胞からそのまま繁殖体を生じる単為生殖や、助細胞や反足細胞から繁殖体を生じる無配生殖（アポガミー）、体細胞から発生する無胞子生殖（偽単為生殖）、不定胚形成などがアポミクシスに含まれる。
このように、アポミクシス（無融合種子形成）は様々なメカニズムによって生じており、異なるメカニズムによる種子生産を単純に分類することはできない。従って、アポミクシスという用語は、学者（もしくは扱う対象）によって微妙に異なったニュアンスで用いられる。また「減数分裂が正しく行われなかった卵細胞は受精することができない」という誤った情報に基づいた古い文献の中には、動物学用語である単為生殖をアポミクシスと符合させようとして、アポミクシスを異なった解釈でとらえているものもある。
アポミクシスによって繁殖している被子植物の例としては、サンザシ、ザイフリボク、ナナカマド、キイチゴ、ブラックベリー、タンポポなどが挙げられる。またシダ植物の配偶体は、本来雌雄の配偶子が融合して胞子体を形成するが、配偶子が単為生殖によって胞子体を形成する無配生殖を行うことがあり、これもアポミクシスに含まれる。一代雑種（F1）の親品種の遺伝子型をアポミクシスで維持し、特性の均一な品種を大量に生産する技術などに応用されている。

## アポミクシスの種類
アポミクシスは、大きく分けて複相性アポミクシスと減数性アポミクシスに分けられる。前者は体細胞などから直接繁殖体を生じるために、減数分裂を伴わないアポミクシス（核相は2n）、後者は卵細胞など減数分裂によって生じた生殖細胞から、単為的に発生するアポミクシス（核相はn）である。またアポミクシスの過程には様々な種類が存在し、細かく分けると以下のように分類される。
- Non-recurrent Apomixis
  - Non-recurrent Apomixis では、大胞子母細胞は通常の減数分裂を経て半数体の胚嚢を生じる。種子となる胚は、減数分裂後の半数体の卵細胞もしくは半数体の配偶体から生じる。つまり、Non-recurrent Apomixisによって生じる子孫は親の染色体を半数しか受け継がず、核相はnになる。
- 配偶体無融合生殖（Gametophytic Apomixis）
  - 配偶体無融合生殖においては、減数分裂が完了しないため、胚嚢は親植物と同じ染色体数となる。種子を形成する胚は通常、胞原細胞または胚嚢から生成される。
- 不定胚形成（Adventitious Embryony、Sporophytic Apomixis、Sporophytic Budding）
  - 不定胚形成においては、胚嚢が胚珠に形成されている場合もあるが、胚は胚嚢の細胞からは生じない。胚は、珠心や外被の細胞から不定胚として生じる。この不定胚形成を行う植物としては、ミカンやマンゴーなどが挙げられる[1]。珠心胚実生も参照。
- Vegetative Apomixis
  - Vegetative Apomixisは、花がつく場所にむかごや他の無性的な胎芽が形成されることを指す。そこに形成された芽などは脱落して発芽することもあるが、植物体にくっついた状態で発芽することもある。この場合核相は2nとなり、例としてはネギ属のニラなどが挙げられている[6]。

また特殊な例として、種子が胚珠などの雌性細胞なしに、花粉のみで種子などの繁殖体を生産する、雄性アポミクシスの例も知られている。この例は、2000年にサハラ砂漠の針葉樹であるイトスギの一種（Cupressus dupreziana）で発見された。これに似たメカニズムはまれに他の動植物で起こっており、雄性発生（Androgenesis）として知られている。

## アポミクシスと進化
アポミクシスによって生じた子孫は親と遺伝的な違いがないクローンになるため、親の特徴が次世代に保存的に受け継がれ、同種の別クローン由来の個体と形態的、生殖的に隔離されることも多い。したがって、形態的に区別できるクローンを小種（microspecies）として分類することもある。一つの属（あるいは一つの種）に、何百あるいは何千の小種が確認されることもある。その小種は慣例的に「属名 種小名 agg.」と記載される。例えばブラックベリーの学名は、「Rubus fruticosus agg.」と記載される。
無性的に繁殖することで有性生殖の進化的な長所（遺伝的多様性の増加など）は失われるが、それを補うように有性繁殖をすることもある。クラウセンは「ヘンリー・フォードが流れ作業を自動車の製造に取り入れるずっと前に、植物ではアポミクシスによって効果的に大量生産が行われていた。……条件的アポミクシスは多様性を減じるどころか、変種を生じることすらある。」と述べた。ここで言う条件的アポミクシス（Facultative Apomixis）とは、アポミクシス以外の有性生殖による繁殖も行っていることを意味する。実際の植物では、全てのアポミクシスは条件的アポミクシスであるように思われる。言い換えれば、絶対的アポミクシス（Obligate Apomixis）であるという判断は、不十分な観察（稀におこる有性繁殖を見逃している）による間違いである可能性がある。

## アポミクシスの利用
アポミクシスによって生じる植物は、元の植物と遺伝子的に同一なクローンとなるため、農作物で利用される一代雑種の親品種を固定する時などに利用される。例えばギニアグラス（Megathyrsus maximus）では、有性生殖を行う系統がアフリカで発見されており、その系統を掛け合わせて目的の特性を持った品種を作出し、それ以降はアポミクシスによってその特徴を維持することで品種を固定している。またもともとアポミクシスを行わない植物にアポミクシス性を導入することによって、一代雑種の生産を容易にする試みがなされている。実際にコムギなどではアポミクシスによって繁殖する系統が見出され、育種に利用されているが、イネなどではアポミクシス性を持つ野生種が見つかっておらず、アポミクシス性を持つイネはまだ品種改良に利用されていない。

## 関連用語
- 単為生殖
- 偽受精（Pseudogamy）
- 雄性発生（Androgenesis）